# Nasjonal Samling
Nasjonal Samling (Encuentro Nacional o Unión Nacional) fue un partido fascista noruego fundado el 17 de mayo de 1933 por el político Vidkun Quisling. Obtuvo un pésimo resultado en las urnas, consiguiendo poco más que unos cuantos concejales. 
En 1940, tras el inicio de la invasión nazi a Noruega, la Nasjonal Samling prestó su apoyo a la ocupación para formar un gobierno satélite al Tercer Reich, tras lo cual en 1942 Quisling fue nombrado primer ministro del país nórdico.

## Resultados electorales
|  | 2,2 % |

|  | 1,83 % |